# Zelotes callidus
Zelotes callidus es una especie de arañas araneomorfas de la familia Gnaphosidae.

## Distribución geográfica
Es endémica de la península ibérica (España y Portugal), sur de Francia, Italia y Baleares y el Magreb.